# El show del fútbol
El Show del Fútbol, o simplemente SDF, es un programa de televisión argentino conducido por Alejandro Fantino (2009-2013), luego por Gustavo López (2014-2015) y regresó en 2021 con Toti Pasman emitiéndose por América TV producido por la misma señal en conjunto con Jotax y Radio La Red. Se trata de un programa sobre lo que ocurre en la Primera División Argentina (y en ocasiones, tanto por arbitrajes polémicos, u otras cuestiones, de la Primera B Nacional y categorías inferiores), con un panel integrado por periodistas, exfutbolistas y algún invitado. Los temas de conversación tienen poco que ver con lo futbolístico, y mucho que ver con el escándalo que lo rodea. Es un programa que tiene gran popularidad en Internet, basado en las frases de los integrantes del panel, a menudo irónicas.
En la primera temporada, el programa mostraba no solo lo futbolístico sino también las internas en los planteles, los malos manejos dirigenciales entre otras cosas.
La mirada del programa está orientada a no tener filtros y hablar lo que la gente quiere escuchar sin temor a la censura.
Tuvo un gran éxito que lo llevó a estar nominado y ganar su primer Martín Fierro.
El 2 de diciembre de 2013, recibe el Premio Tato, por Mejor programa deportivo, superando a Carburando (El Trece), Futbol para todos, y Fútbol permitido (TV Pública).

## Equipo

### Conductores
- Alejandro Fantino (2009-2013)
- Gustavo López (2014-2015)
- Toti Pasman (2021)

### Panelistas
- Ignacio Goano
- Walter Nelson
- Marcelo Palacios
- Hugo Balassone
- Carlos Navarro Montoya
- Ricardo Dasso
- Ricardo Caruso Lombardi
- Daniel Fava
- Fabio Novello

## Impacto periodístico
La línea editorial del programa es claramente contraria a la gestión de Julio Humberto Grondona al frente de la Asociación del Fútbol Argentino.
Otra investigación resonante del programa fue la que mostró cómo varios representantes de clubes de fútbol lavan dinero y evaden al fisco por medio de triangulaciones en los traspasos de futbolistas a través de paraísos fiscales. Este informe de El Show del Fútbol ha servido como disparador para que el Estado Argentino iniciara a través de la AFIP intensos operativos y allanamientos en los clubes como así también fueron puestos bajo la lupa numerosos representantes de futbolistas que suelen tener manejos financieros poco claros.

## Impacto mediático
El show del fútbol suele alcanzar buenas mediciones de audiencia.
Sin embargo, donde más se hace notar su impacto e influencia, es en las redes sociales. En Twitter es habitual encontrar entre los trending topic (tanto en Argentina como incluso a nivel mundial) el nombre de alguno de los integrantes del panel, como así también el popular hashtag #ElProgramaDeFantino, o bien hashtags propuestos desde el mismo programa, tales como #PassarellaDebe, #AlmeydaDebe, #BianchiDebe (esta última parte del hashtag, el 'Debe', modificada desde 2014 por un 'TieneQue', por ejemplo: #BianchiTieneQue), #LaCulpaEnBocaEsDe, #NoProSeDe (haciendo referencia al organismo de seguridad CoProSeDe), #PartidoArregladoFue, #SoySoldadoDe o #RamonDebe y la terminación con el nombre de un integrante del programa. Por otra parte en la red social Facebook el programa también es sumamente popular.
Es tanto la influencia mediática del programa, que en su momento llegó a tener picos de más de 10 puntos de índice de audiencia.

## Sexta temporada: Cambio de conductor y de algunos panelistas
Luego de que Alejandro Fantino (el conductor del programa en las primeras 5 temporadas, y parte crucial del éxito en el mismo) se despidiera del programa, la cuenta oficial de Twitter del Show anunció que a partir del 9 de febrero de 2014 (en coincidencia con la vuelta del fútbol argentino) se emitiría la sexta temporada con la conducción de Gustavo López y varios cambios, entre los cuales se destacan la posible aparición de una tribuna para que la gente concurra a ver en vivo el programa y la posiblididad de que haya un tape por programa armado por los televidentes.
Y además, se incorporarían al nuevo ciclo de Show de Fútbol, Andrés "Turco" Alaluf y Marcelo Palacios (que duraría 3 meses en el programa)

## Séptima temporada
Finalmente, agotado el formato y sin que la audiencia se acostumbrara al cambio del conductor y de algunos panelistas, la séptima temporada terminaría siendo la última. La última emisión del programa fue el 20 de diciembre de 2015.

## Regreso
Después de 5 años y medio de descanso, el programa volvió a emitirse el 9 de mayo de 2021, con la conducción de Toti Pasman y el panel está integrado por Ignacio Goano, Walter Nelson, Ricardo Caruso Lombardi, Carlos Navarro Montoya, Hugo Balassone, Marcelo Palacios, Fabio Novello, Daniel Fava y Ricardo Dasso. Desde el 22 de agosto del mismo año cambia de horario los domingos a las 13:00 hs, llegando a su final el 12 de diciembre de 2021.

## Premios
- Martín Fierro

Mejor Programa Deportivo

Ganador (1): 2009
Nominado (3): 2010, 2011, 2012, 2013, 2015
- Premios Tato
  - Mejor Programa Deportivo
  -  Ganador (1): 2013
  -  Nominado (2): 2012, 2015